# Oriol de São Tomé
L'oriol de São Tomé (Oriolus crassirostris) és un ocell de la família dels oriòlids (Oriolidae).

## Hàbitat i distribució
Habita els boscos de l'illa de São Tomé, al golf de Guinea.